# Sympetrum parvulum
Sympetrum parvulum is een echte libel (Anisoptera) uit de familie van de korenbouten (Libellulidae).
De soort staat op de Rode Lijst van de IUCN als niet bedreigd, beoordelingsjaar 2007, de trend van de populatie is volgens de IUCN stabiel.
De wetenschappelijke naam van de soort werd in 1912 als Thecodiplax parvula gepubliceerd door Aleksandr Nikolaevich Bartenev.

## Synoniemen
- Sympetrum eroticoides Oguma, 1922
- Sympetrum ruptum Needham, 1930